# Laissez bronzer les cadavres
Laissez bronzer les cadavres  és una pel·lícula de ficció criminal neo-western belga del 2017 escrita i dirigida per Hélène Cattet i Bruno Forzani, basat en la novel·la Laissez bronzer les cadavres de Jean-Patrick Manchette i Jean-Pierre Bastid. La pel·lícula segueix una banda de lladres que, després d'obtenir 250 kgs d'or robat, arriben a casa d'un artista que es veu atrapat en un triangle amorós. La situació s'escalfa ràpidament en una baralla d'un dia entre la policia i els lladres.
Laissez bronzer les cadavres es va estrenar al Festival Internacional de Cinema de Locarno el 4 d'agost de 2017, on va ser nominada al premi Piazza Grande. La pel·lícula es va estrenar en cinemes a França el 18 d'octubre de 2017, amb ressenyes positives de la crítica, amb molts elogis per l'estil visual, mentre que altres van ser crítics amb l'estructura narrativa. Va rebre vuit nominacions als 9ns Premis Magritte, incloent el Millor Pel·lícula i el Millor Director per Cattet i Forzani, mentre que Manuel Dacosse  va guanyar el Millor fotografia.

## Argument
Luce, una pintora, és propietària de la meitat d'un llogaret en ruïnes i convida amics cada estiu. Enguany, són Max Bernier, examant, reconegut escriptor i alcohòlic, Brisorgueil, advocat popular i actual amant, i tres amics d'aquest últim, Gros, Rhino i Jeannot. Aquests últims ataquen una furgoneta blindada i fugen amb 250 quilos d'or...

## Repartiment
- Elina Löwensohn com a Luce
- Stéphane Ferrara com a Rhino, el líder de la colla
- Bernie Bonvoisin com el brut
- Marc Barbé com a Max Bernier
- Michelangelo Marchese com a advocat
- Pierre Nisse com el jove
- Marine Sainsily com a Rose
- Hervé Sogne com a policia
- Marilyn Jess com a dona policia
- Dorylia Calmel com a Mélanie, la dona de Bernier
- Aline Stevens com la dona d'or

## Producció
Laissez bronzer les cadavres va ser rodat principalment a Còrsega.

## Llançament
Laissez bronzer les cadavres es va estrenar al Festival Internacional de Cinema de Locarno el 4 d'agost de 2017.
La pel·lícula va rebre la seva estrena nord-americana a la projecció de Midnight Madness al Festival Internacional de Cinema de Toronto de 2017. Va ser llançat a França el 18 d'octubre de 2017 i a Bèlgica el 10 de gener de 2018 per Anonymes Films.

## Recepció

### Resposta crítica
A Rotten Tomatoes, la pel·lícula té una puntuació d'aprovació del 75% basada en 75 crítiques amb una valoració mitjana de 6,50/10 amb el consens crític que diu "Laissez bronzer les cadavres desafia les expectatives de l'audiència, i ofereix una experiència de visualització singularment elegant i inoblidablement única a la ganga.” A Metacritic té una puntuació del 62% basada en crítiques de 17 crítics, que indica "crítiques generalment favorables".
Neil Young de The Hollywood Reporter es va referir a la pel·lícula com "incoherent al límit" afirmant que després de tots els creuaments dobles i triples de la pel·lícula, era gairebé impossible seguir-la sense conèixer el material original. Allan Hunter de Screen Daily ha compartit idees similars opinant que la pel·lícula tenia "estil per cremar" i que era "una pel·lícula d'un excés quasi delirant" tot i que no tenia cura de cap dels personatges. Li va agradar "l'aspecte embriagador de veure un equip tan decidit i amb control de la seva tècnica de realització de cinema. Després d'un temps, però, comença a sonar buit."

### Taquilla
Laissez bronzer les cadavres va recaptar e la taquilla $93,409.

### Reconeixements
| Premi / Festival                             | Categoria                   | Receptors                                                 | Resultat  |
| -------------------------------------------- | --------------------------- | --------------------------------------------------------- | --------- |
| Premis Magritte                              | Millor pel·lícula           |                                                           | Nominat   |
| Premis Magritte                              | Millor director             | Hélène Cattet i Bruno Forzani                             | Nominat   |
| Premis Magritte                              | Millor actor secundari      | Pierre Nisse                                              | Nominat   |
| Premis Magritte                              | Millor fotografia           | Manuel Dacosse                                            | Guanyador |
| Premis Magritte                              | Millor disseny de producció | Alina Santos                                              | Guanyador |
| Premis Magritte                              | Millor vestuari             | Jackye Fauconnier                                         | Nominat   |
| Premis Magritte                              | Millor so                   | Yves Bemelmans, Dan Bruylandt, Olivier Thys, Benoit Biral | Guanyador |
| Premis Magritte                              | Millor muntatge             | Bernard Beets                                             | Nominat   |
| Festival Internacional de Cinema de Locarno  | Premi Piazza Grande         |                                                           | Nominat   |
| Festival Internacional de Cinema de Varsòvia | Premi Esperit Lliure        | Hélène Cattet i Bruno Forzani                             | Nominat   |